# Liste des longs métrages népalais proposés à l'Oscar du meilleur film international
Cet article présente la liste des longs métrages népalais proposés à l'Oscar du meilleur film international.

## Films proposés par le Népal
| Année (Cérémonie) | Titre français                       | Titre original | Réalisateur                | Résultat   |
| ----------------- | ------------------------------------ | -------------- | -------------------------- | ---------- |
| 2000 (72e)        | Himalaya : L'Enfance d'un chef       | हिमालय           | Eric Valli                 | Nommé      |
| 2001 (73e)        | Mukundo (ne)                         | मुकुण्डो           | Tsering Rhitar Sherpa (ne) | Non nommé  |
| 2004 (76e)        | Muna Madan (ne)                      | मुनामदन          | Gyanendra Deuja (en)       | Non nommé  |
| 2007 (79e)        | Basain                               | बसाई            | Subash Gajurel (bn)        | Non nommé  |
| 2014 (86e)        | Soongava                             | सुनगाभा           | Subarna Thapa              | Non nommé  |
| 2015 (87e)        | Jhola (ne)                           | झोला             | Yadavkumar Bhattarai       | Non nommé  |
| 2016 (88e)        | Talakjung vs Tulke                   | टलकजंग भर्सेस टुल्के | Nischal Basnet             | Non nommé  |
| 2017 (89e)        | Kalo Pothi, un village au Népal (ne) | कालो पोथी          | Min Bahadur Bham           | Non nommé  |
| 2018 (90e)        | Seto Surya (ne)                      | सेतो सुर्य         | Deepak Rauniyar (ne)       | Non nommé  |
| 2019 (91e)        | Panchayat (en)                       | पंचायत           | Shivam Adhikari            | Non nommé  |
| 2020 (92e)        | Bulbul (ne)                          | बुलबुल           | Binod Poudel (en)          | Non nommé  |
| 2023 (95e)        | Ainaa Jhyal Ko Putali (ne)           | ऐना झ्यालको पुतली    | Sujit Bidari (en)          | Non nommé  |
| 2024 (96e)        | Halkara (en)                         | हल्कारा           | Bikram Sapkota (en)        | Non nommé  |
| 2025 (97e)        | Shambhala                            | शम्भाला           | Min Bahadur Bham           | En attente |